# Rose (Doctor Who)
Rose est le premier épisode de la Saison 1 de la seconde série télévisée Doctor Who, diffusé pour la première fois le 26 mars 2005 sur la chaîne BBC One. Il marque le retour de la série après seize ans d'absence, sans compter le téléfilm Le Seigneur du Temps (1996), et constitue la première aventure télévisée du neuvième Docteur, interprété par Christopher Eccleston, et de sa nouvelle compagne, Rose Tyler, jouée par Billie Piper.

## Accroche
Rose, employée au rayon lingerie fine d'un grand magasin, rencontre un mystérieux étranger qui se fait appeler le  Docteur. Il lui apprend que sa mère, son petit ami et la planète entière sont en danger. Le seul espoir réside dans un vaisseau spatial en forme de cabine téléphonique de police...

## Distribution
- Christopher Eccleston : Le Docteur
- Billie Piper : Rose Tyler
- Camille Coduri : Jackie Tyler
- Noel Clarke : Mickey Smith
- Mark Benton : Clive Finch
- Elli Garnett : Caroline Finch
- Adam McCoy : fils de Clive
- Nicholas Briggs : Nestene (voix)

## Résumé
Rose Tyler, une jeune femme de 19 ans, est accidentellement emprisonnée un soir dans le magasin de Londres où elle travaille comme vendeuse, Henrik's, et se retrouve entourée par des mannequins en plastique qui ont mystérieusement pris vie. Elle est sauvée par un homme qui se présente comme le Docteur et lui ordonne de se sauver du bâtiment. Il fait ensuite sauter l'émetteur qui commandait les mannequins, détruisant l'immeuble par la même occasion. Le Seigneur du Temps se rend ensuite chez Rose, désormais sans emploi, et la sauve d'une deuxième attaque : le bras en plastique qu'elle avait sans réfléchir rapporté chez elle tente de les tuer tous les deux. Il refuse cependant toujours de lui donner plus d'informations.
Rose confie son aventure à son petit ami Mickey Smith, puis découvre un site web sur les théories du complot parlant d'un mystérieux Docteur. Rose et Mickey se rendent chez Clive, le webmaster. Tandis que Rose se trouve dans la maison de Clive, Mickey est enlevé et remplacé par un clone en plastique (un Auton). Quand le faux Mickey essaye d'interroger Rose au sujet du Docteur, ce dernier apparaît et le décapite. Il emmène ensuite la jeune fille à bord du TARDIS, un vaisseau spatial qui a l'apparence d'une vieille cabine de police (la fameuse « boîte bleue ») et lui explique qu'il est un extraterrestre. Le clone de Mickey est quant à lui commandé par la Conscience Nestene, une menace pour l'ensemble de la planète.
Le Nestene s'est établi sous le London Eye, où il garde Mickey prisonnier. Le Docteur tente une négociation, mais elle se met en colère quand il se présente comme un Seigneur du Temps, le blâmant lui et sa race d'avoir détruit sa planète-mère lors de la Guerre du Temps. La Conscience Nestene active tous les Autons et maîtrise le Docteur. Pendant ce temps, les mannequins sortent des magasins et se mettent à attaquer les passants. Rose sauve la situation en laissant tomber un liquide anti-plastique dans le puits où se trouve le Nestene, provoquant sa mort. Après avoir libéré Mickey et fui les lieux, le Docteur propose à Rose de partager ses aventures. D'abord dubitative et préoccupée par sa mère Jackie et Mickey, elle accepte lorsqu'elle apprend que le TARDIS voyage aussi bien dans le temps que dans l'espace.

## Production

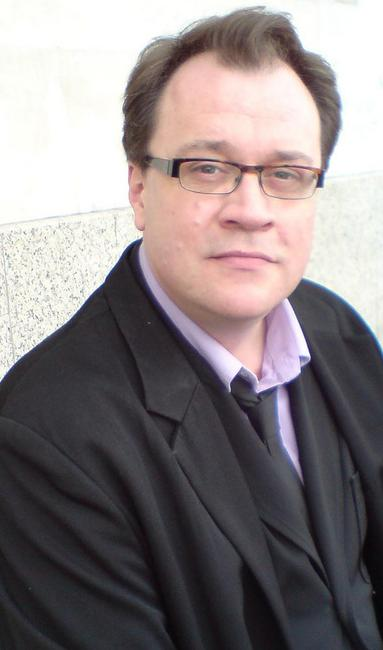
Russell T Davies